# Amphiura velox
Amphiura velox är en ormstjärneart som beskrevs av Jean Baptiste François René Koehler 1910. Amphiura velox ingår i släktet Amphiura och familjen trådormstjärnor. Inga underarter finns listade i Catalogue of Life.